# Rock N' Roll Racing
Rock N' Roll Racing è un videogioco di guida sviluppato dalla Sylicon & Synapse (ora conosciuta come Blizzard Entertainment) e pubblicato dalla Interplay per il Sega Mega Drive e SNES nel 1993. La colonna sonora del gioco è composta da versioni strumentali di molte canzoni rock e metal, da cui il titolo del gioco. Nel 2003 è stata pubblicata una versione del gioco per Gameboy Advance.
Rock N' Roll Racing fu inizialmente sviluppato sotto il nome di RPMII, come seguito del gioco SNES RPM Racing. Alla fine del progetto Interplay ottenne le licenze per le musiche e cambiò il titolo del gioco.

## Modalità di gioco
Il gioco consiste in una corsa tra quattro corridori, due di questi possono essere controllati da giocatori umani e il resto dal computer. Il punto di vista delle corse è isometrico. Nonostante si tratti di una simulazione di guida, c'è una grande enfasi nell'attaccare il veicolo del proprio nemico, anche perché le macchine colpite riappaiono dopo alcuni secondi "riparate". I giocatori sono ricompensati con un "attacco bonus" ogni volta che colpiscono vittoriosamente un concorrente usando le proprie armi. I circuiti sono disseminati di mine e due tipi di "power-ups" che proveddono a riparare la vettura del giocatore o far guadagnare soldi extra. Altri oggetti che si possono trovare gareggiando sono: chiazze di petrolio, lava, cumuli di neve, tutti dipendono da quale pianeta ospita la gara. I giocatori sono aggiornati riguardo alla corsa dal commentatore "Loudmouth Larry" (Larry "Supermouth" Huffman), il quale, con toni entusiastici, commenta alcuni episodi negli opportuni momenti della gara. Dopo ogni corsa il giocatore può spendere il denaro guadagnato in potenziamenti per il suo veicolo (motori, gomme, attacchi e scudi) o aumentare la capacità di armi frontali (missili, raggi energetici), armi posteriori (mine) e "turbo boost". Nonostante la loro capacità limitata, ciascun giocatore avrà la propria arma e le cariche del "turbo boost" ricaricati all'inizio di ogni giro di tutte le gare. Per avanzare nelle varie divisioni, il giocatore, dovrà guadagnare dei punti che sono forniti al termine delle gare di ciascuna divisione.

## Personaggi selezionabili
- Snake Sanders (Earth)
- Tarquinn (Aurora)
- Jake Badlands (Xeno Prime)
- Katarina Lyons (Panteros V)
- Ivanzypher (Fleagull)
- Cyberhawk (Serpentis)
- Olaf da The Lost Vikings (Valhalla)

Ci sono sei personaggi selezionabili, ognuno di essi ha un punto di potenziamento per due delle quattro abilità dei veicoli: accelerazione, velocità massima, tenuta di strada e capacità di salto. Olaf da The Lost Vikings, un altro gioco di Blizzard Entertainment che era in sviluppo proprio in quegli anni, è un personaggio nascosto e può essere sbloccato con un codice, esso, a differenza degli altri personaggi, ha tre punti abilità. Molti pianeti e personaggi prendono il nome dalla musica Hard rock. Snake Sanders è basato sul cantante David Coverdale della band inglese Whitesnake, Jake Badlands su Jake E. Lee, chitarrista della band Badlands e Cyberhawk è un riferimento alla copertina dell'album Screaming for Vengeance dei Judas Priest

## Colonna Sonora
- "Paranoid" - Black Sabbath
- "The Peter Gunn Theme" - Henry Mancini
- "Highway Star" - Deep Purple
- "Radar Love" - Golden Earring (solo nella versione Mega Drive)
- "Born to Be Wild" - Steppenwolf
- "Bad to the Bone" - George Thorogood

## Premi
Rock N' Roll Racing fu premiato come miglior gioco di guida del 1993 dalla rivista statunitense Electronic Gaming Monthly.